# Tintomara (musikgrupp)
Tintomara var en svensk jazzgrupp från Stockholm.
Tintomara framträdde för första gången som grupp på Kvinnokulturfestivalen i Stockholm 1977. Medlemmar på den första egna LP:n (1979) var Elise Einarsdotter, piano, Jenny Wikström, elbas, Katarina Fritzén, flöjt, percussion, altflöjt och Marita Brodin, trummor. Wikström ersattes därefter av Olle Steinholtz, elbas, kontrabas och Brodin av Yvonne Riggebo på trummor och percussion.
Särskilt stor betydelse i gruppen hade pianisten Elise Einarsdotter som var med från början. Efter Tintomaras upplösning bildade hon 1984 Elise Einarsdotter Ensemble.
```
{{
}}
```

## Diskografi

### Egna album
- 1979 - Tintomara (LP, Abracadabra ABC 2013)
- 1981 - Lek (LP, Amigo AMLP 838)

### Medverkan på samlingsalbum
- 1977 - Sånger och musik från Kvinnokulturfestivalen (samlings-LP, Silence SRS 4647)
- 1978 - Bara brudar (samlings-LP från Kvinnofestivalen i Stockholm, Silence SRS 4651)
- 1982 - Tonkraft 1977-78 (samlings-LP, Tonkraft TLP 5-6)